# Karel Husa
Karel Husa (Praga, 7 d'agost de 1921 - 14 de desembre de 2016) fou un compositor i director txec, guanyador del Premi Pulitzer de Música l'any 1969. Va estudiar al Conservatori de Praga a les ordres de Jaroslav Ridky i al Conservatoire de Paris. Des del 1959 era ciutadà dels Estats Units.
Entre les seves obres més importants es troba Música per a Praga (1968), una commemoració de la Primavera de Praga. De la seva obra se'n destaca la influència de Vítězslav Novák, Leoš Janáček, Béla Bartók o Ígor Stravinski.